# Burg Sobień

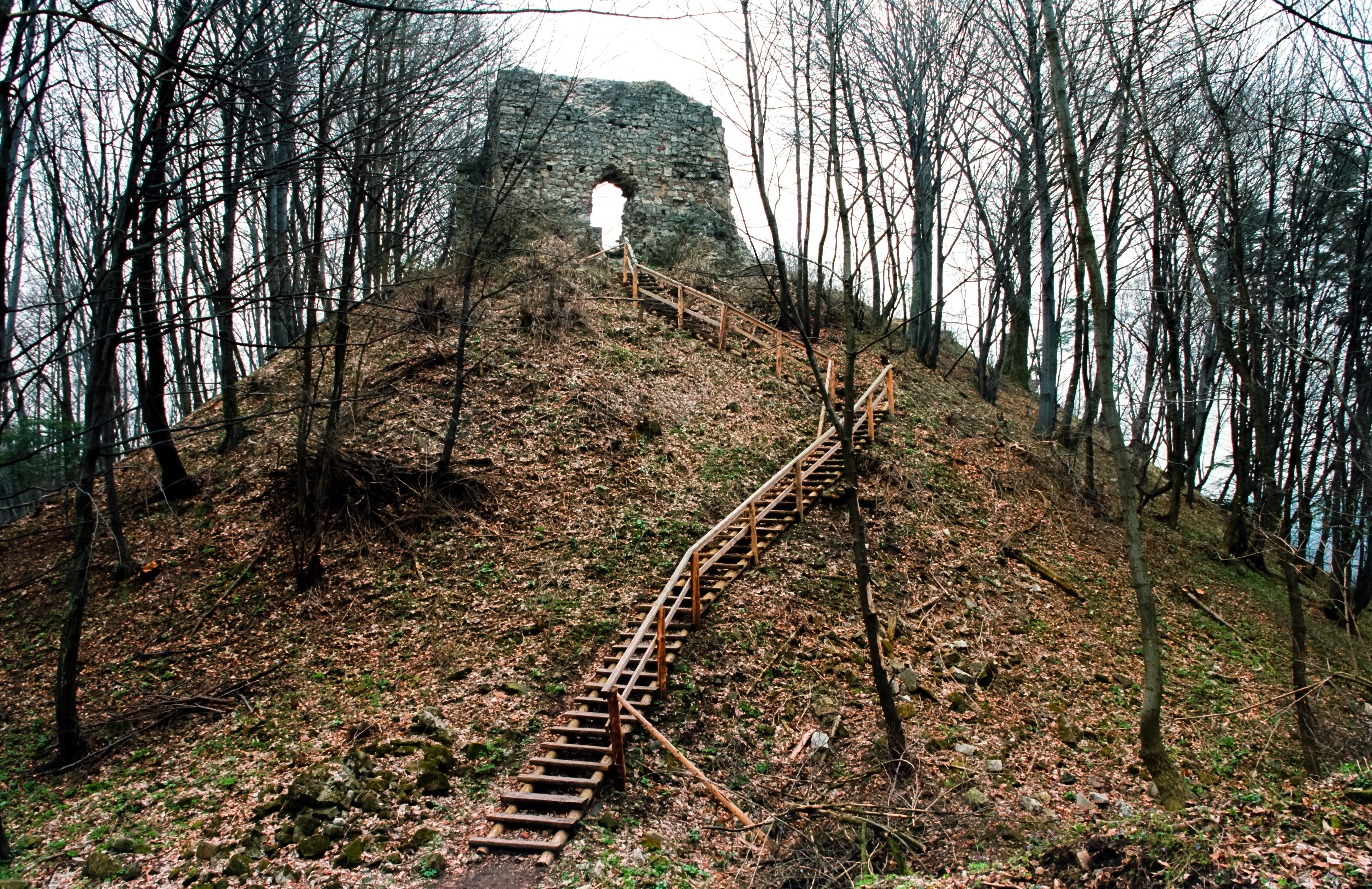
Aufstieg zur Burg auf der Nordseite. Der Berg erreicht hier eine Höhe von 347 Metern

Die Burg Sobień war eine mittelalterliche Wehr- und Wohnanlage im San-Tal in der polnischen Woiwodschaft Karpatenvorland. Sie ist heute eine von Wald umgebene Ruine, die zum Dorf Manasterzec im Powiat Leski gehört und etwa an der Grenze zwischen den Ostkarpaten und dem zentralbeskidischen Vorgebirge liegt.

## Geschichte
Der Berg (Góra Sobień), auf dem sich die Ruine befindet, war bereits im 13. Jahrhundert befestigt und diente der Sicherung der Straße am San. Hier – rechtsseitig des Flusses – befand sich ein hölzerner Wehrturm, der damals zu Ungarn gehörte. Im Jahr 1340 wurde eine an dieser Stelle errichtete gemauerte Festung als königlich-polnischer Besitz (unter Kasimir dem Großen) bezeichnet. Mit dem Bau dieser Anlage war eventuell bereits zur Jahrhundertwende begonnen worden. Während eines Aufenthaltes auf der Burg im Jahr 1373 vergab Elisabeth von Polen Privilegien an das Kloster in Stary Sacz. 

### Stammsitz der Familie Kmita
Im Jahr 1389 wurde die Burg von König Władysław II. Jagiełło an die Familie Kmita übergeben. Bis zur Verlegung in das neun Kilometer entfernte Lesko war die Sobieńer Burg rund 200 Jahre der Hauptsitz dieses bedeutenden polnischen Adelsgeschlechtes.
Ab dem Jahr 1415 befand sich die Burg im Besitz von Piotr Kmita Sobieński. 1417 stieg Jagiello auf seiner Hochzeitsreise von Lwów nach Sanok zur Heirat mit Elisabeth von Pilitza auf der Burg ab. In Folge wurde die Burg in der Familie Kmita weitervererbt; Besitzer waren unter anderen Krakauer und Sanoker Starosten (Jan Kmita, 1330–1376 und Klemens Kmita), Krakauer, Sandomierzer und Lubliner Wojewoden (Piotr Kmita, 1348–1409, Dobiesław Kmita, † 1478 und Piotr Kmita Sobieński, 1477–1553) sowie Przemyślaner, Sanoker und Lwówer Kastellane (Jan Kmita, † um 1460, Mikołaj Kmita und Stanisław Kmita, 1450–1511).
Im Jahr 1434 wurde eine Burgkapelle erwähnt. 1474 wurde die Burg erstmals von ungarischen Angreifern zerstört. 1512 kam es zu erneuten Zerstörungen durch ungarische Truppen. Kurze Zeit später verließ die Familie Kmita die Burg und bezog ihren Wohnsitz in Lesko. Von da an verfiel die Anlage.

### Verfall
Im Jahr 1580 gelangte Burg Sobień in die Hände der Familie Stadnicki. Ab 1713 bis zum Jahr 1803 waren die Familien Ossoliński und Mniszech hier Eigentümer. 1803 ging die Anlage durch Heirat in den Besitz der Familie Krasicki über, die bis 1939 Eigentümer blieb.
Vom 9. auf den 10. Mai 1946 kam es am Fuße des Burgberges zu einem Angriff der Ukrainischen Aufstandsarmee auf eine polnische Einheit. Eine von Hauptmann Jarosz geführte, vormalige deutsche, schwere Panzerlok („Panzertriebwagen Nr. 16“) war in das Gefecht verwickelt.

### Heute
Von der heute komplett eingewachsenen Burg sind bis zu acht Meter hohe Mauerfragmente (von Wohngebäude und Bastei) und Spuren von Böschungen erhalten. Im Jahr 1997 wurden Erhaltungsmaßnahmen durchgeführt sowie am steilen Berg eine Aufgangstreppe zum Burgeingang und eine hölzerne Aussichtsplattform an der Südseite der Burg errichtet. An der Zufahrt zur Burg stehen die Reste eines sowjetischen Bunkers der Molotow-Linie. Bereits seit 1970 steht ein rund fünf Hektar großes Waldstück um den Burgberg unter Naturschutz („Rezerwat Przyrody Góra Sobień“).